# Österreichische Fußball-Frauenmeisterschaft 1977/78
Die österreichische Fußball-Frauenmeisterschaft 1977/78 war die sechste Meisterschaft im österreichischenkategorie Frauenfußball nach der 35-jährigen Pause zwischen 1938 und 1972. Sie bestand aus der neunten Auflage einer höchsten Spielklasse (Damenliga Ost – 1. Leistungsstufe) und wurde vom Wiener Fußball-Verband veranstaltet. Meister wurde der USC Landhaus, der damit seinen dritten Titel gewann.

## Erste Leistungsstufe – Damenliga Ost

### Modus
Jeder spielte gegen jeden dreimal in insgesamt 15 Runden. Eine Runde wurde jedoch nicht ausgetragen. Ein Sieg wurde mit zwei Punkten belohnt, ein Unentschieden mit einem Zähler.

### Saisonverlauf
Die Liga setzte sich gegenüber dem Vorjahr, in dem sieben Teams teilnahmen, nun wieder aus sechs Vereinen zusammen, wobei eine Mannschaft in dieser Saison zum ersten Mal vertreten war.

### Abschlusstabelle
Die Meisterschaft endete mit folgendem Ergebnis:
| Pl.                            | Verein                 | Sp. | S  | U | N  | Tore    | Diff. | Punkte |
| ------------------------------ | ---------------------- | --- | -- | - | -- | ------- | ----- | ------ |
| 1.                             | USC Landhaus           | 14  | 10 | 3 | 1  | 038:900 | +29   | 23     |
| 2.                             | SV Elektra Wien (M, C) | 14  | 10 | 2 | 2  | 060:130 | +47   | 22     |
| 3.                             | DFC Ostbahn XI         | 14  | 6  | 3 | 5  | 045:180 | +27   | 15     |
| 4.                             | SV Aspern (N)          | 14  | 6  | 1 | 7  | 030:290 | +1    | 13     |
| 5.                             | USC Halbturn           | 14  | 4  | 1 | 9  | 008:480 | −40   | 09     |
| 6.                             | ESV Parndorf           | 14  | 1  | 0 | 13 | 004:680 | −64   | 02     |
| Stand: Endstand. Quelle: RSSSF |                        |     |    |   |    |         |       |        |

| (M) | Österreichischer Fußball-Frauenmeister 1976/77 |
| (C) | ÖFB-Ladies-Cup-Sieger 1976/77                  |
| (N) | Neuaufsteiger der Saison 1976/77               |

Aufsteiger
- Burgenland: keiner
- Niederösterreich: keiner
- Steiermark: LUV Graz, 1. DFC Leoben
- Wien: keiner